# عمران عباس (لاعب كريكت)
عمران عباس (25 مارس 1978 - ) (بالأردوية: عمران عباس)‏ (بالإنجليزية: عمران عباس)‏ هو لاعب كريكت باكستاني.